# Sajazarra
Sajazarra is een gemeente in de Spaanse provincie en regio La Rioja met een oppervlakte van 13,84 km². Sajazarra telt 126 inwoners (1 januari 2016).

## Demografische ontwikkeling
Bron: INE, 1857-2011: volkstellingen

## Foto's

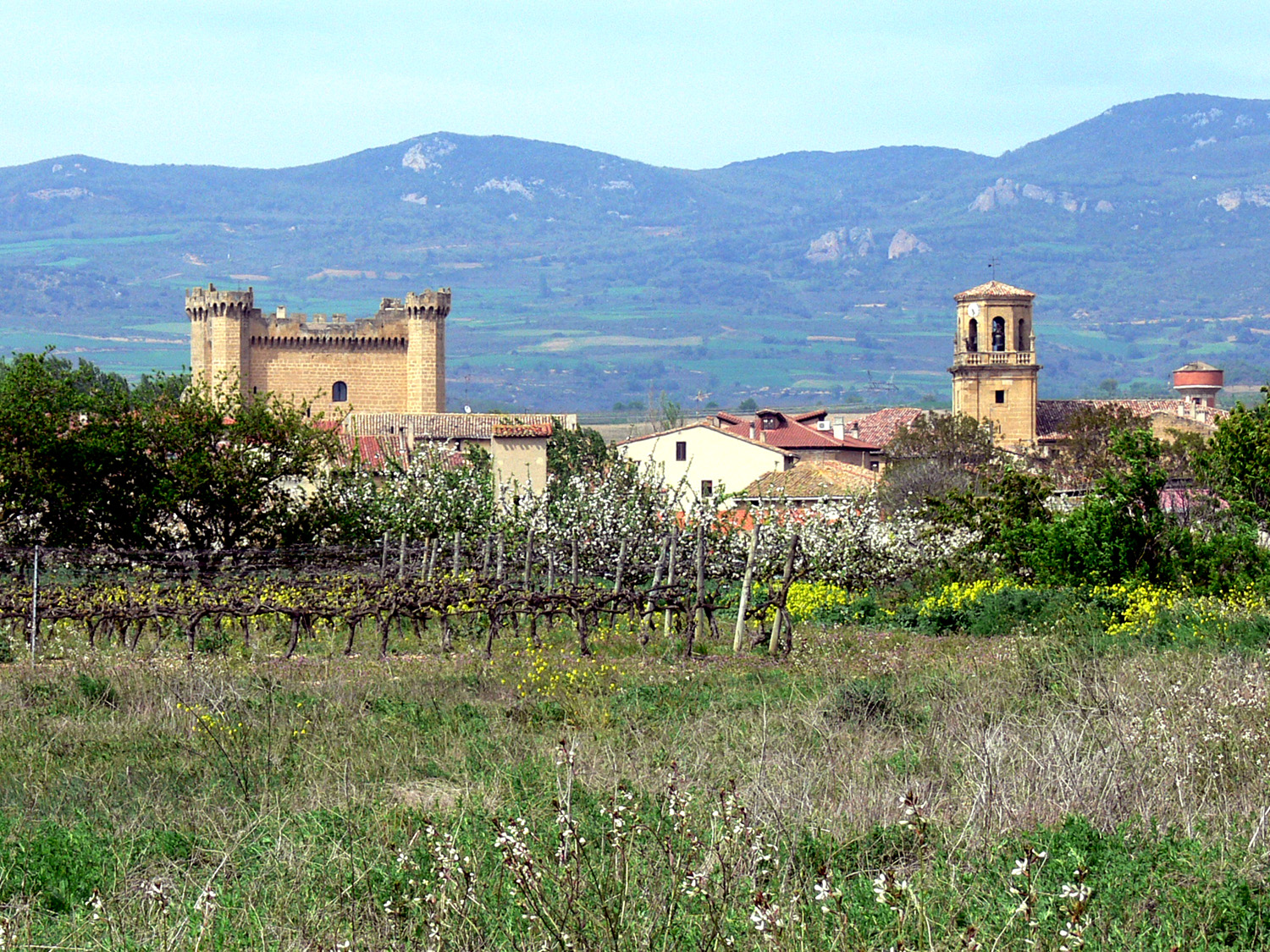
Sajazarra
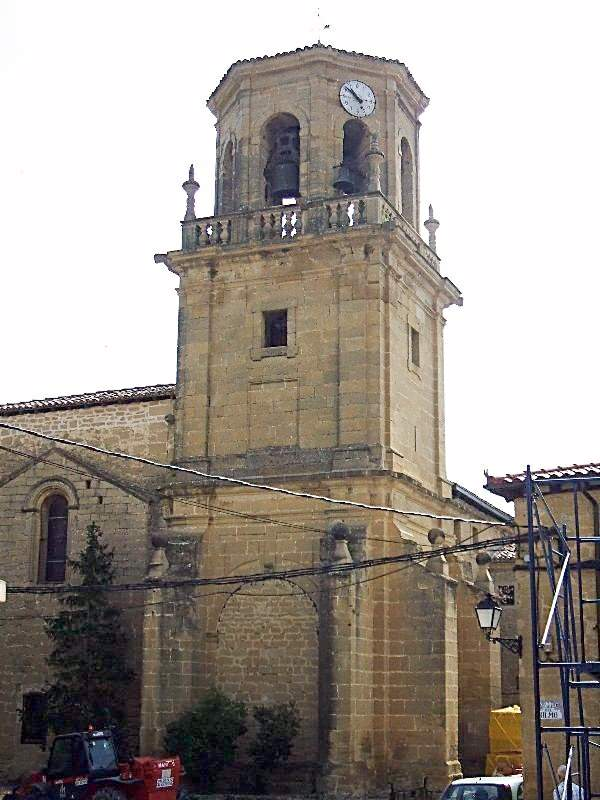
Kerk van de hemelvaart
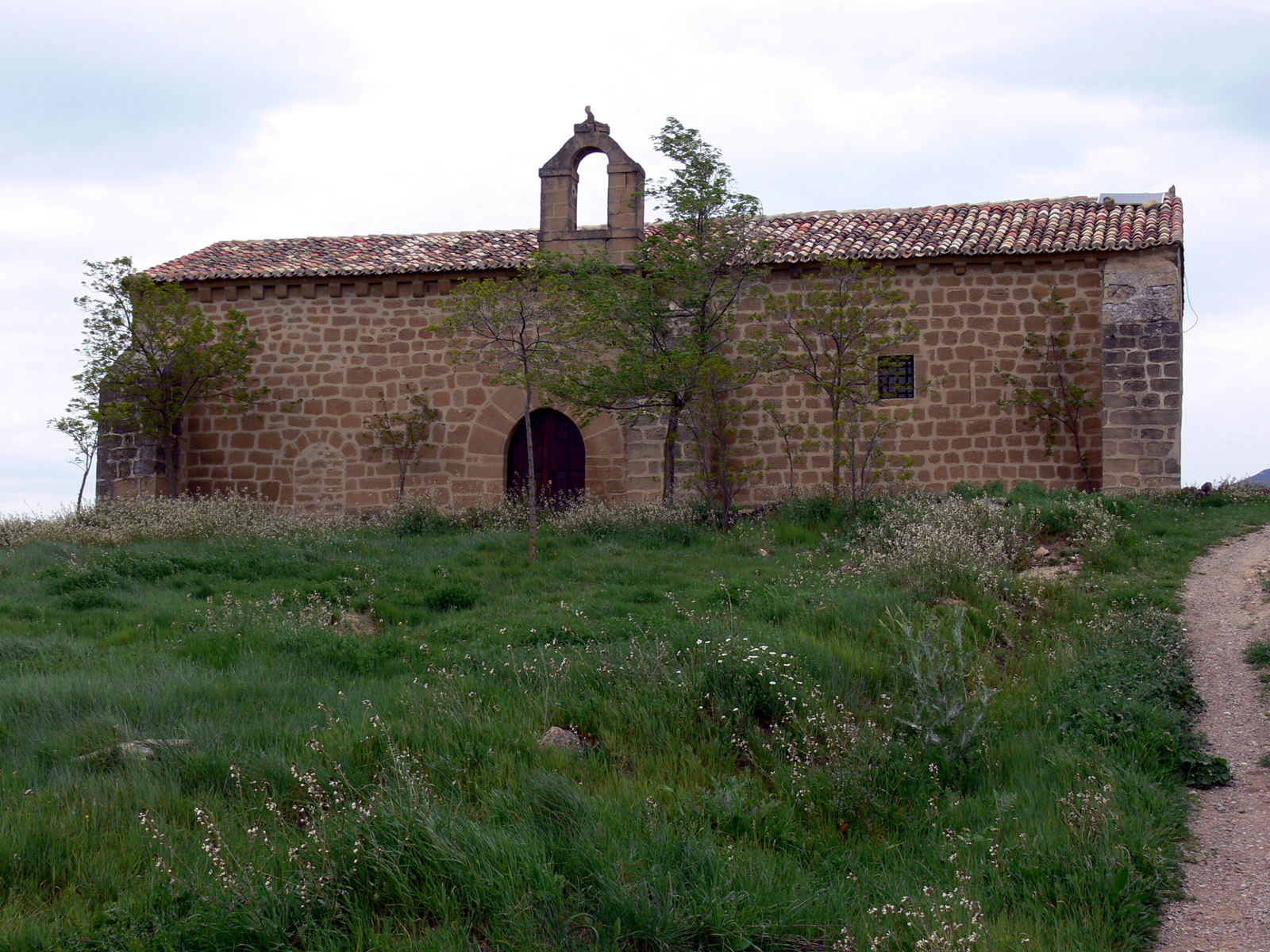
Klooster van Santa María de Cillas
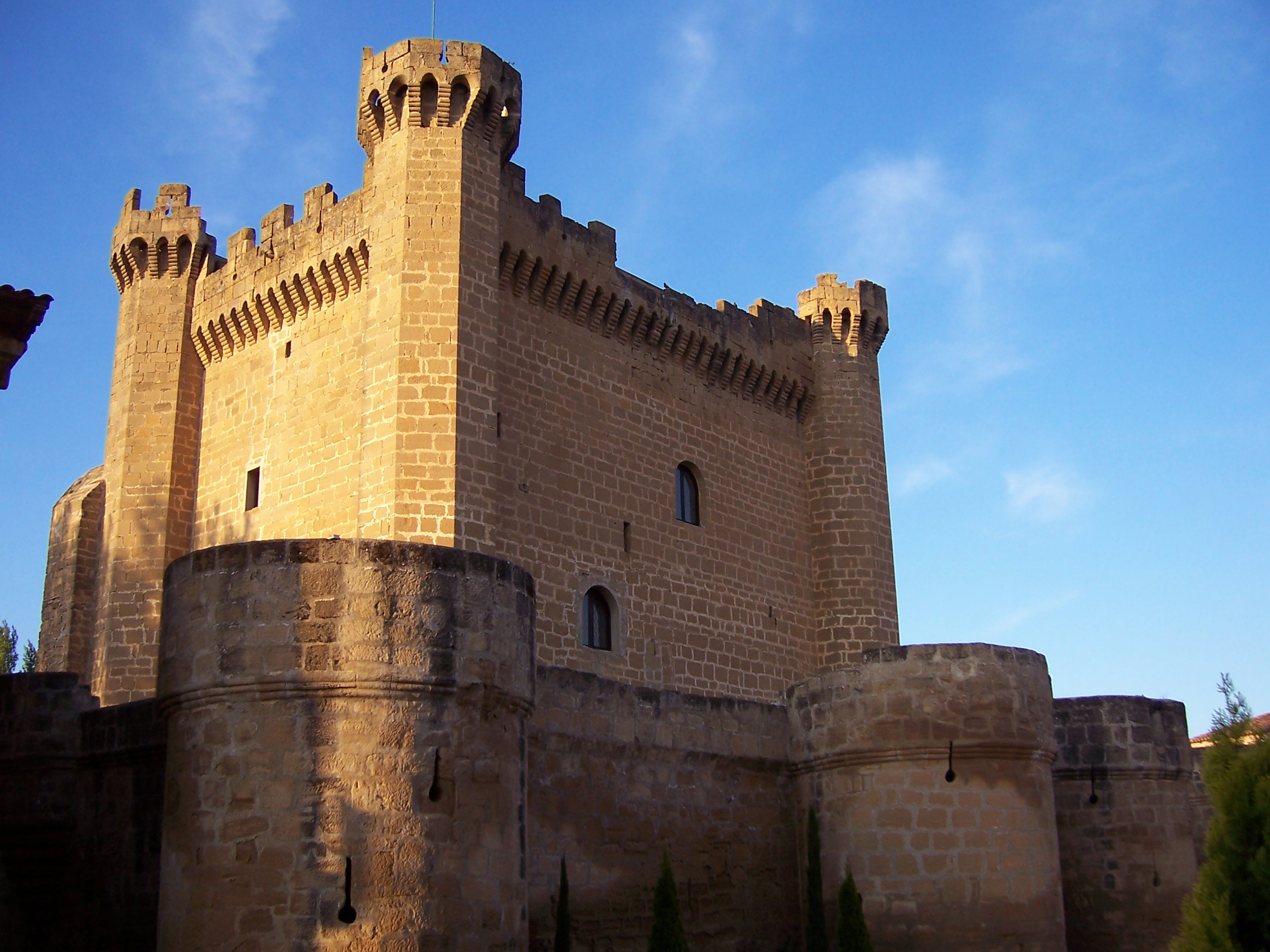
Kasteel van Sajazarra